# Bali og balineserne
Bali og balineserne er en dansk dokumentarfilm fra 1930.